# تعقیب هوشمندانه
تعقیب هوشمندانه (چینی: 极致追击های شانگهای کار در انگلستان) انگلیسی-چینی یک فیلم اکشن،هیجانی به کارگردانی چارلز مارتین می‌باشد. از بازیگران فیلم می‌توان به اورلاندو بلوم، سیمون یام، لئو وو، سایمون یام و لین آویزان اشاره کرد.
این فیلم در ۳۰ سپتامبر ۲۰۱۷ منتشر شد.

## خلاصه داستان
در خلاصه داستان این فیلم اکشن و مهیج که اورلاندو بلوم در آن به ایفای نقش می‌پردازد، آمده‌است، یک محافظ خصوصی استخدام می‌شود تا یک عتیقهٔ چینی بسیار با ارزش را اسکورت کند. اما در حین انجام ماموریتش ماجراهایی رخ می‌دهد که…

## بازیگران
- اورلاندو بلوم در نقش دنی استراتون
- لین هانگ در نقش لینگ مو
- سیمون یام در نقش ماخ رن
- لیانگ جینگ
- رنگ چانگ
- دا یانگ

## باکس آفیس
فروش این فیلم در چین تنها ۲٬۶۳۷٬۵۲۰ دلار فروش کرد.